# David Kikoski
David James Kikoski (New Brunswick, 29 september 1961)) is een Amerikaanse jazzpianist en keyboardspeler.

## Biografie
Kikoski leerde piano spelen van zijn vader. Met hem speelde David als tiener in bars. Begin jaren 80 studeerde hij aan Berklee College of Music. In 1985 ging hij naar New York. Hij toerde voornamelijk met Roy Haynes (vanaf 1986), Randy Brecker (1986-88), Bob Berg (1988) en Billy Hart (1989). Hij speelde tevens met George Garzone, Barry Finnerty, Red Rodney, Craig Handy, Ralph Moore, Didier Lockwood, Joe Locke en de Mingus Big Band. Begin 2011 speelde Kikoski met Randy Brecker, diens vrouw, de saxofoniste Ada Rovati, Dave de la Spina en Adam Nussbaum. Kikoski probeert af en toe ook altsaxofoon te spelen.
Kikoski heeft een reeks albums opgenomen voor Criss Cross Jazz, ook zijn op andere labels platen van hem uitgekomen. Aan zijn albums hebben onder meer Seamus Blake, Scott Colley, Larry Grenadier, John Patitucci en Jeff Tain Watts meegewerkt.

## Discografie (selectie)
- Presage (Freelance Records, 1989)
- Inner Trust (Criss Cross, 1998)
- Almost Twilight (Criss Cross, 2000)
- Surf's Up (Criss Cross, 2001)
- Comfortable Strange (DIW, 2002)
- Combinations (Criss Cross, 2002)
- Details (Criss Cross, 2004)
- Limits (Criss Cross, 2006)
- Mostly Standards (Criss Cross, 2009)
- Live At Smalls (SmallsLive, 2010)
- Consequences (Criss Cross, 2012)